# Єлеєво
Єле́єво (рос. Елеево, марій. Кугу Пумарий) — село у складі Параньгинського району Марій Ел, Росія. Адміністративний центр Єлеєвського сільського поселення.

## Населення
Населення — 783 особи (2010; 797 у 2002).
Національний склад (станом на 2002 рік):
- марі — 99 %